# Пещерата Венец в местността Чукара
Пещерата Венеца в местността Чукара е природна забележителност в землището на село Орешец, община Димово, област Видин.
Площта ѝ е 1 хектар. Пещерата се намира на 300 метра югоизточно от селото, на 3,3 километра източно от Белоградчик.
Обявена е за природна забележителност на 21 април 1971 г. с цел опазване на пещерата Венеца.
На територията на природната забележителност се забраняват:
- всякакви действия, с които се уврежда тяхното природно състояние и облик;
- откриването на кариери, къртене, копане и драскане по скалите;
- отбиване на водните течения;
- сечене или чупене на дърветата и храстите, изкореняване или бране на цветя и др.[1]